# لي مي يون
لي مي يون (بالكورية: 이미연)‏ هي ممثلة كورية جنوبية. ولدت يوم 23 سبتمبر 1971 في سول في كوريا الجنوبية.

## الأعمال

### أفلام
| السنة | العنوان       | الدور       |
| ----- | ------------- | ----------- |
| 1999  | لحن في ذاكرتي | يانغ أون هي |

### مسلسلات
| السنة | العنوان    | الدور                     |
| ----- | ---------- | ------------------------- |
| 2015  | أجبني 1988 | سونغ دوك سون (الأكبر سنا) |

### مسرحيات
| السنة | العنوان | الدور  |
| ----- | ------- | ------ |
| 1991  | فاوست   | غريتشن |

## الجوائز والترشيحات
| السنة | الجائزة                          | الفئة                              | عن العمل                 | النتيجة | م. |
| ----- | -------------------------------- | ---------------------------------- | ------------------------ | ------- | -- |
| 1987  | مسابقة ملكة جمال لوتي            | 1위                                | —                        | فوز     |    |
| 1990  | جوائز بايكسانغ للفنون            | أفضل ممثلة جديدة                   | السعادة لا تأتي بالدرجات | فوز     |    |
| 1990  | جوائز الناقوس الكبرى             | أفضل ممثلة جديدة                   | السعادة لا تأتي بالدرجات | رُشِّح     |    |
| 1990  | جوائز جمعية نقاد السينما الكورية | أفضل ممثلة جديدة                   | السعادة لا تأتي بالدرجات | فوز     |    |
| 1990  | جوائز دراما كي بي إس             | أفضل ممثلة جديدة                   | شجرة تزهر بالحب          | فوز     |    |
| 1993  | جوائز الناقوس الكبرى             | أفضل ممثلة مساعدة                  | زهرة الثلج               | فوز     |    |
| 1999  | جوائز الناقوس الكبرى             | أفضل ممثلة مساعدة                  | ممرات الهمسات            | فوز     |    |
| 1999  | جوائز أفلام التنين الأزرق        | أفضل ممثلة مساعدة                  | لحن في ذاكرتي            | فوز     |    |
| 2000  | جوائز الناقوس الكبرى             | أفضل ممثلة مساعدة                  | لحن في ذاكرتي            | رُشِّح     |    |
| 2000  | جوائز أفلام التنين الأزرق        | أفضل ممثلة رئيسية                  | برج الحوت                | فوز     |    |
| 2000  | جوائز نسخة المخرج                | أفضل ممثلة                         | برج الحوت                | فوز     |    |
| 2000  | جوائز سيني 21                    | أفضل ممثلة                         | برج الحوت                | فوز     |    |
| 2001  | جوائز الناقوس الكبرى             | أفضل ممثلة                         | برج الحوت                | رُشِّح     |    |
| 2001  | جوائز أفلام التنين الأزرق        | أفضل ممثلة رئيسية                  | الصيف الهندي             | رُشِّح     |    |
| 2001  | جوائز أفلام التنين الأزرق        | جائزة النجم الشعبي                 | الصيف الهندي             | فوز     |    |
| 2001  | جوائز دراما كي بي إس             | جائزة التميز لأفضل ممثلة           | الإمبراطورة ميونغ سونغ   | فوز     |    |
| 2002  | جوائز بايكسانغ للفنون            | أفضل ممثلة (تلفزيون)               | الإمبراطورة ميونغ سونغ   | رُشِّح     |    |
| 2002  | يوم التوفير                      | توصية رئاسية                       | —                        | فوز     |    |
| 2002  | جوائز أفلام التنين الأزرق        | أفضل ممثلة رئيسية                  | مدمن                     | رُشِّح     |    |
| 2003  | جوائز الناقوس الكبرى             | أفضل ممثلة                         | مدمن                     | فوز     |    |
| 2004  | جوائز الناقوس الكبرى             | أفضل ملابس                         | —                        | فوز     |    |
| 2006  | جوائز التصوير السينمائي الذهبي   | جائزة لجنة التحكيم الخاصة          | إعصار                    | فوز     |    |
| 2007  | جائزة أندريه كيم لأفضل نجم       | جائزة النجمة النسائية              | —                        | فوز     |    |
| 2007  | جوائز دراما إس بي إس             | جائزة التميز، ممثلة في مسلسل درامي | مجنون في الحب            | رُشِّح     |    |
| 2008  | جوائز تشونسا للفنون السينمائية   | أفضل ممثلة                         | التعرض للحب              | فوز     |    |
| 2010  | جوائز الدراما الكورية            | أفضل ممثلة                         | التاجر العظيم            | رُشِّح     |    |
| 2010  | جوائز دراما كي بي إس             | جائزة التميز، ممثلة في مسلسل درامي | التاجر العظيم            | رُشِّح     |    |

## روابط خارجية
- لي مي يون على موقع IMDb (الإنجليزية)
- لي مي يون على موقع ألو سيني (الفرنسية)
- لي مي يون على موقع قاعدة بيانات الفيلم (الإنجليزية)
- لي مي يون على موقع كينوبويسك (الروسية)

لم يتم العثور على روابط لمواقع التواصل الاجتماعي.